# Dubliner (fromage)
Pour les articles homonymes, voir Dubliner.
Le Dubliner est un fromage irlandais au lait de vache affiné pendant au minimum 12 mois. Il est fabriqué par la société Carbery, une filiale de la société laitière Kerrygold. Il est nommé d’après la capitale du pays : Dublin.
Le Dubliner a une saveur robuste, forte et piquante. Il s’accompagne très bien de pomme ou de raisin ou d'un vin rouge fruité.
Le Dubliner contient du calcium naturel qui apparait dans le fromage sous forme de petits cristaux blancs. 